# أفروديت
أفروديت (بالإنجليزية: Aphrodite) لفظها اليوناني هو أفروديتي. في الأساطير اليونانية هي واحدة من آلهة الأولمب الإثني عشر، وهي ربة الحب والجمال والنشوة الجنسية. وربة الإخصاب بسائر أنواعه، إخصاب الخضر والحيوانات. وربة الحب ومسراته والزواج، مع القدرة على هدم وقتل الحب في قلوب البشر. حيث كانت الفتيات غير المتزوجات والأرامل يُصلينَ لها لكي يحصلن على أزواج. وربة الجمال التي تهب البشر جمال الجسد وفتنته، وسبي العقل. أفروديت لم تكن إلهة الحب الجنسي فقط كرديفتها الإلهة فينوس بل هي أيضًا إلهة الحنان والشعور الذي يسود الحياة الإجتماعية. ولها بالإضافة إلى اسمها العديد من الأسماء الأخرى والألقاب، فهي کوثريا أو إروكينا أو کوبريس أو بافيا أو أورانيا أي (السماوية) أو بانديموس (الشعبية) أو بیلاجيا أو أنادومینی. أي (الخارجة من المياه). وأيضًا، تُدعى الإلهة الأم العُظمى.
يرى هسيود أنها خلقت عندما قام كرونوس بخصي أبيه أورانوس والد الآلهة. فبالمنجل استطاع أن يقطع خصيتيه وقضيبه، ورماهنَّ في المحيط فأخذت تظهر حولهن الرغوة والزبد. ومن الأفروس (زبد البحر) ظهرت أفروديت، حملها البحر إلى قبرص أو كيثيرا. ولذلك يشار إليها أحيانا باسم القبرصية وأحيانا باسم الكيثيرية. لكن هومر يزعم أنها ابنة زيوس وديوني. فبعد ولادتها خشي زيوس أن يتحارب الآلهة من أجل طلب يدها، فأسرع وعقد قرانها على الرب الحداد هيفيستوس أكثر الآلهة انضباطًا وانتظامًا وعملا وإنتاجًا. وماكاد المسكين يصدق ما سمعه، فاندفع بيديه الماهرتين يصنع لها الجواهر الفاخرة. صنع لها نطاقا من الذهب مجدولا ومثقبا ومنسوجًا بصورة عجيبة. وقد كان عميق الإدراك يعرف ما يناسبها، لأنها عندما وضعت النطاق على خصرها لم يستطع أحد أن يقاومها، بالإضافة إلى أنها أصلا كان لها من الجمال الآسر ما يمنع أحدًا من أن يقاومها. وهي تحب المرح والقصف. وهي حريصة دائما أن تبدو جميلة. ولذلك لا تسر بأن تكون زوجة رب قبيح يعلوه غبار العمل، ويؤدي أعمالًا أشبه بالأعمال الشاقة. هناك صورة مختلفة عما سبق وهي أفروديت المحاربة، وتُمثل مسلحة وتعتمر خوذة كانت تُعبد تحديدا في إسبارطة. وهي صدى لعشتار المحاربة البابلية.
وقد أحبت أفروديت وأحبها العديد من الآلهة والبشر. وأشهر من أحبها من البشر كان أدونيس. ومن أبنائها إيروس وأنتِيروس وهيمينوس وإينياس (من عشيقها الطروادي أنخيس) ودائما تصاحب ربات النعمة. وكانت تقام لها أعياد في كل المراكز اليونانية وعلى الأخص في أثينا وكورنثة. ولم تكن کاهناتها مومسات بل كنَّ نساء يمثلن الربة وكانت المجامعة الجنسية معهن تعتبر طريقة من طرق العبادة. والمعتقد أنها ربة آسيوية قديمة، شبيهة بالربة الفراتية والسورية الفلسطينية عشتار. ومن المحبب إليها الدلفين والحمامة والبجعة والرمانة وشجرة الزيزفون (يبدو أن الزيزفون سريع الزوال، دلالة عن بعض أنواع الحب). اسمها عند الرومان فينوس واسم ابنها إيروس عندهم هو كيوبيد.

## تأصيل

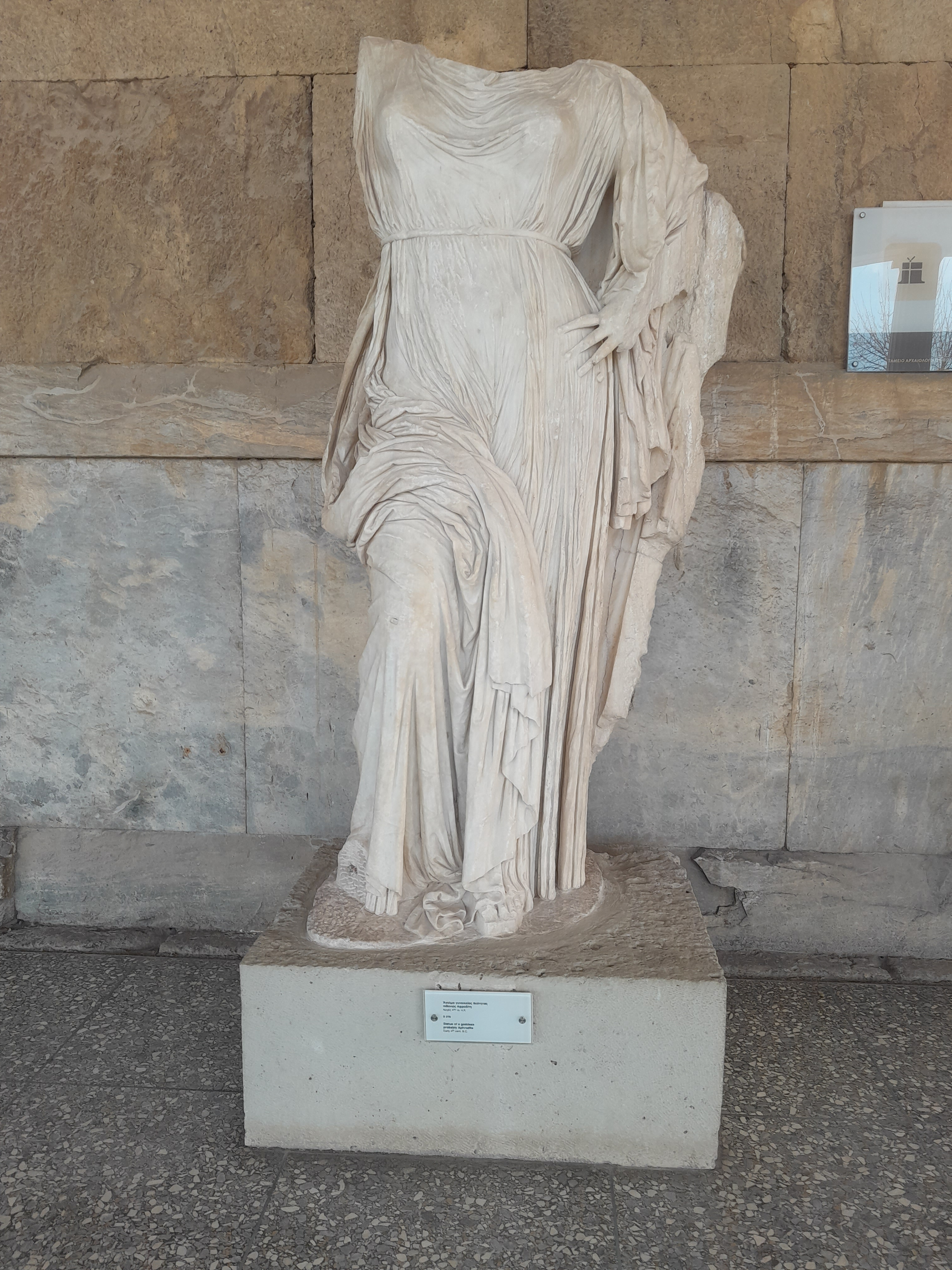
تمثال أفروديت في متحف أغورا القديم في أثينا في اليونان.

اشتق هسيود اسم أفروديت من الأفروس (باليونانية: ἀφρός) أي «رغوة البحر»، مفسرًا الاسم على أنه «القيام من الرغوة»، لكن معظم العلماء المعاصرين يعتبرون هذا تأثيلًا شعبيًا زائفًا. حاول العلماء الحديثون الأوائل في الأساطير الكلاسيكية أن يجادلوا بأن اسم أفروديت كان من أصل يوناني أو هندي أوروبي، ولكن عُرِضَ عن هذا المذهب الآن تقريبا. من المقبول عمومًا أن يكون اسم أفروديت من أصل غير يوناني، وربما سامي، ولكن لا يمكن تحديد اشتقاقه الدقيق.

## الأصول

### إلهة الحب في الشرق الأدنى
يعتقد أن عبادة أفروديت في اليونان ترجع أصولها إلى عبادة عشتروت في فينيقيا أو تأثرت بها على الأقل، والتي تأثرت بدورها بعبادة آلهة بلاد ما بين النهرين المعروفة باسم «عشتار» للشعوب السامية الشرقية و«إنانا» للسومريين. يذكر بوسانياس أن أول من أسس عبادة أفروديت كانوا الآشوريين، يليهم أهل بافوس في قبرص ثم الفينيقيون في عسقلان. قام الفينيقيون بدورهم بتعليم عبادتها لأهل كيثيرا.
أخذت أفروديت من إنانا عشتار ارتباطها بالجنس والإنجاب. وعلاوة على ذلك، كانت معروفة باسم (Οὐρανία)، والتي تعني «السماوية»، وهو اللقب المعبر عن دور إنانا باعتبارها ملكة السماء. كانت التصويرات الفنية والأدبية المبكرة لأفروديت متشابهة للغاية مع تصويرات إنانا عشتار. مثل إنانا عشتار، كانت أفروديت أيضًا إلهة محاربة.  سجل الجغرافي اليوناني بوسانياس في القرن الثاني الميلادي أن أفروديت كانت تعبد في أسبرطة باسم أفروديت أريا، وتعني «محاربة». كما ذكر أن أقدم تماثيل عبادة أفروديت في أسبرطة أظهرتها وهي تحمل السلاح. يلاحظ العلماء المعاصرون أن جوانب أفروديت المحاربة والإلهية تظهر في أقدم مراحل عبادتها ويرون أنها مؤشر على أصولها التي تعود إلى الشرق الأدنى.
كان لدى العلماء الكلاسيكيين في القرن التاسع عشر نفور عام من فكرة أن الدين اليوناني القديم كان متأثرًا بثقافات الشرق الأدنى من الأساس، ولكن، حتى فريدريش جوتليب ويلكر، الذي جادل بأن تأثير الشرق الأدنى على الثقافة اليونانية كان محصورًا إلى حد كبير على الثقافة المادية، اعترف بأن أفروديت من أصل فينيقي بشكل واضح. ذلك التأثير الهام لثقافة الشرق الأدنى على الديانة اليونانية المبكرة بشكل عام، وعلى عبادة أفروديت بشكل خاص، يُعرف الآن على نطاق واسع بأنه يرجع إلى فترة الاستشراق خلال القرن الثامن قبل الميلاد، عندما كانت اليونان القديمة على أطراف الإمبراطورية الآشورية الحديثة.

### إلهة الفجر الهندو-أوروبية
جادل بعض باحثي علم الأساطير المقارن الأوائل الذين عارضوا فكرة رجوع أصلها إلى الشرق الأدنى بأن أفروديت نشأت كجانب من جوانب إلهة الفجر اليونانية إيوس، وبالتالي فهي مشتقة في نهاية المطاف من إلهة الفجر الهندية الأوروبية البدائية *Haéusōs (باليونانية إيوس، اللاتينية أورورا، السنسكريتية Ushas). يرفض معظم العلماء المعاصرين فكرة كون أفروديت هندوأوروبية بحتة، ولكن من المحتمل أن أفروديت، والتي كانت في الأصل إلهة سامية، قد تكون متأثرة بإلهة الفجر الهندو أوروبية. عُرف كل من أفروديت وإيوس بجمالهما ونشاطهما الجنسي وكان لكلاهما علاقات مع عشاق من البشر. ارتبطت كلتا الإلهتين بألوان الأحمر والأبيض والذهبي. يعتقد مايكل ياندا أن اشتقاق اسم أفروديت كان نعتًا لإيوس ويعني «هي التي تنهض من رغوة [المحيط]» ويشير إلى وصف هسيودوس لميلاد أفروديت باعتباره انعكاسًا قديمًا للأسطورة الهندية الأوروبية. تشابه رئيسي آخر بين أفروديت وإلهة الفجر الهندو-أوروبية هو القرابة الوثيقة مع إله السماء اليوناني، حيث أن كلا المطالبين الرئيسيين بأبوتها (زيوس وأورانوس) هما آلهة السماء.

## النماذج والألقاب
كان أكثر نعت عبادة لأفروديت شيوعًا هو أورانيا، والذي يعني «السماوية»، ولكن هذه الصفة لا تظهر أبدًا في النصوص الأدبية، مما يشير إلى أهمية ثقافية بحتة. اسم شائع آخر لأفروديت كان بانديموس ويعني «الشعبية». في دورها بصفتها أفروديت بانديموس، ارتبطت أفروديت ببيث (Πείθω)، والتي تعني «الإقناع»، ويمكن دعوتها للمساعدة في الإغواء.

## العبادة

### الفترة الكلاسيكية

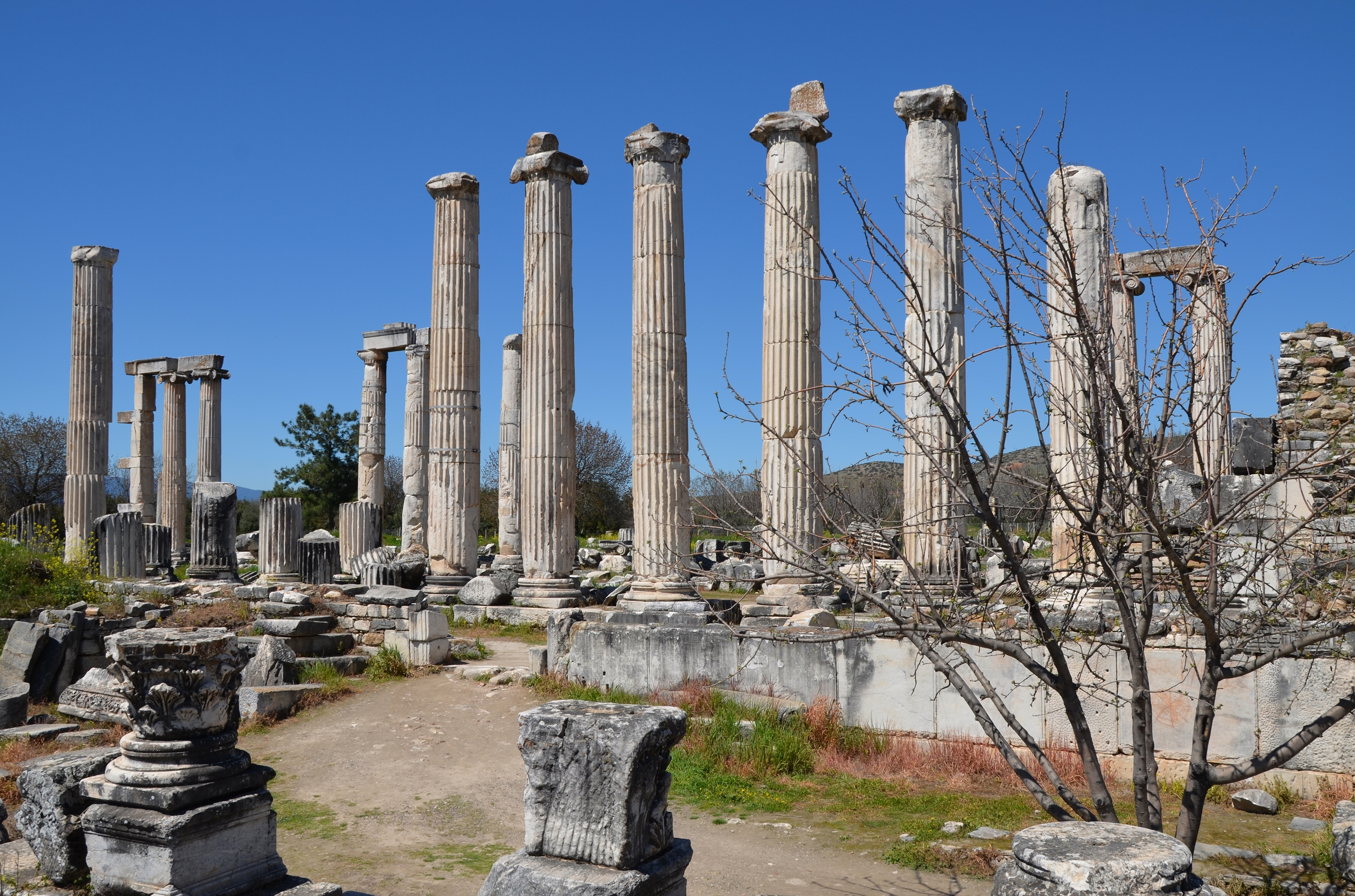
أنقاض معبد أفروديت في أفروديسياس

احتُفِل بمهرجان أفروديت الرئيسي، أفروديسيا، في جميع أنحاء اليونان، ولكن بشكل خاص في أثينا وكورنث. في أثينا، تم الاحتفال بأفروديسيا في اليوم الرابع من شهر هيكاتومبايون تكريما لدور أفروديت في توحيد أتيكا. خلال هذا العيد، قام كهنة أفروديت بتطهير معبد أفروديت بانديموس على المنحدر الجنوبي الغربي من الأكروبوليس بدم حمامة مذبوحة. بعد ذلك، ستُمسح المذابح، وستُصحب تماثيل عبادة أفروديت بانديموس وبيثو في موكب مهيب إلى مكان يُستحم فيه بشكل طقسي. كُرمت أفروديت أيضًا في أثينا كجزء من مهرجان أريفوريا. كان اليوم الرابع من كل شهر مقدسًا لأفروديت.

### الفترتان الهلنستية والرومانية
خلال الفترة الهلنستية، ماثل الإغريق بين أفروديت والإلهات المصرية القديمة حتحور وإيزيس. كانت أفروديت هي الإلهة الراعية لملكات لاغيد وعُرفت الملكة أرسينوي الثانية على أنها تجسدها البشري المُطابق. كانت أفروديت تُعبد في الإسكندرية وكان لها العديد من المعابد في المدينة وما حولها. أدخلت أرسينوي الثانية عبادة أدونيس إلى الإسكندرية وشاركت فيها العديد من النساء هناك. كان تيساركونتريس، وهو قطمران قادس عملاق صممه أرخميدس لبطليموس الرابع، يحتوي على معبد دائري لأفروديت عليه تمثال رخامي للإلهة نفسها. في القرن الثاني قبل الميلاد، كرس بطليموس الثامن فيسكون وزوجته كليوباترا الثانية وكليوباترا الثالثة معبدًا لأفروديت حتحور في فيلة. أصبحت التماثيل الصغيرة لأفروديت للإخلاص الشخصي شائعة في مصر بدءً من أوائل العصر البطلمي وتمتد حتى فترة طويلة بعد أن أصبحت مصر مقاطعة رومانية.
طقس عبادة أفروديت عرف في أثينا وخاصة كورنثوس كان يوجد معبد إلهة الحب أفروديت، حيث كان الرجال والنساء يمارسون الجنس كجزء من عبادتهم. وقد تم ذكر المعبد في رحلة بولس الرسول إلى أثينا والكنيسة التي أنشأت في مكان المعبد، وتم تحويل معبد أفروديت في دمشق إلى كنيسة القديس يوحنا المعمدان.

## الأساطير

### الولادة
يقال إن أفروديت ولدت بالقرب من مركز العبادة الرئيسي لها، بافوس، في جزيرة قبرص، ولهذا يطلق عليها أحيانًا اسم «الصربية»، خاصة في الأعمال الشعرية لصافو. كان ملاذ أفروديت المُقدس في بافيا، الذي يمثل مسقط رأسها، مكانًا للحج في العالم القديم لعدة قرون. ولدت نسخ أخرى من أسطورتها بالقرب من جزيرة كيثيرا، ومن هنا جاء اسمها «الكيثيرية». كانت كيثيرا محطة توقف للتجارة والثقافة بين جزيرة كريت والبيلوبونيز، لذلك قد تحتفظ هذه القصص بآثار هجرة عبادة أفروديت من الشرق الأوسط إلى البر الرئيسي لليونان.

### الزواج

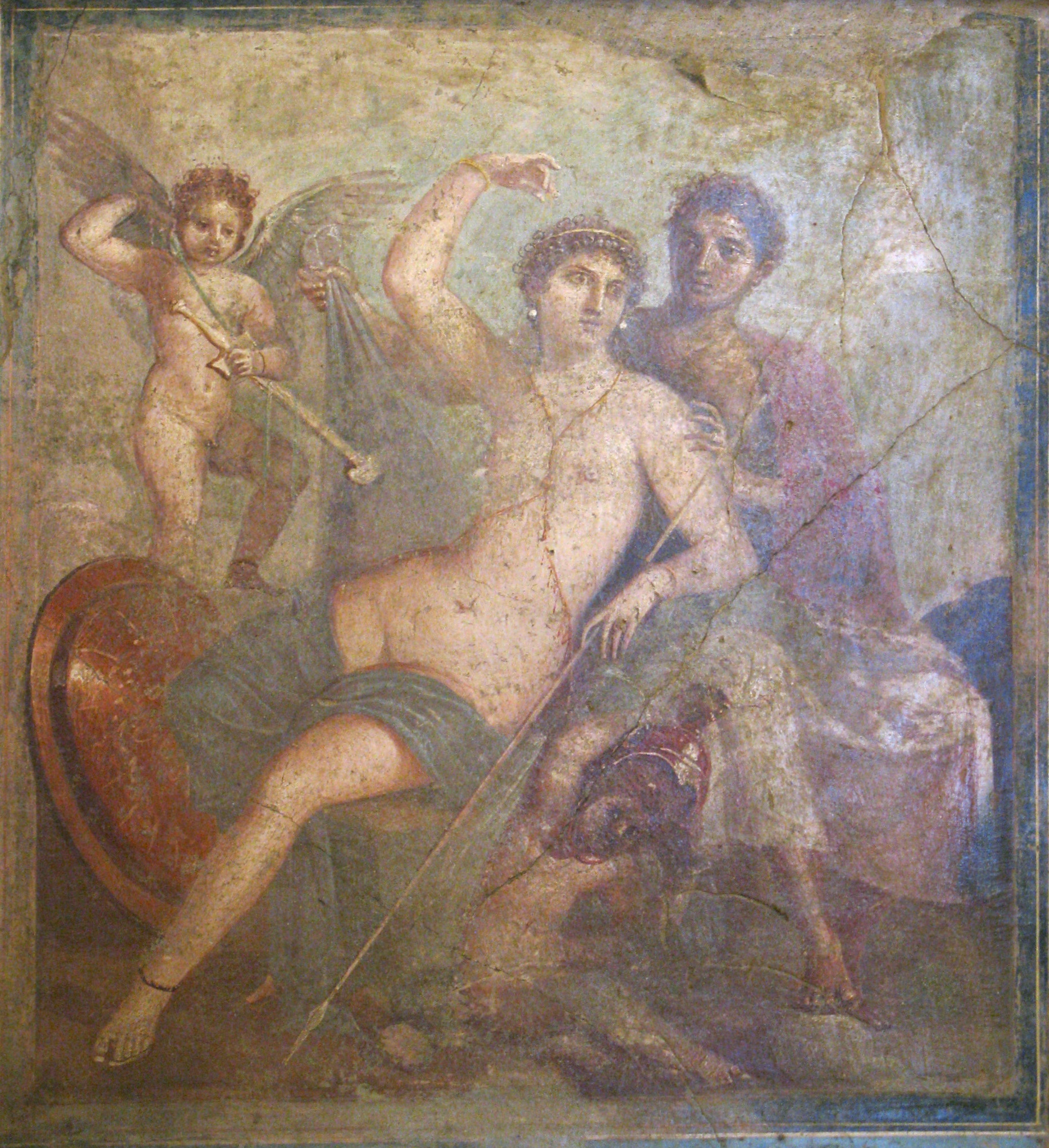
من القرن الأول الميلادي لوحة جدارية رومانية للمريخ والزهرة من بومبي

تُصور أفروديت باستمرار على أنها بالغة وصالحة للزواج، ومرغوب فيها بلا حدود، ولم يكن لديها طفولة. غالبًا ما تُصور عارية. في الإلياذة، أفروديت غير المتزوجة هي على ما يبدو زوجة آريس، إله الحرب، وزوجة هيفايستوس هي إلهة مختلفة تدعى تشاريس. وبالمثل، في قصيدة ثيوغونيا لهسيود، أفروديت غير متزوجة وإنَّ زوجة هيفايستوس هي آغليا، الأصغر بين إلهات الحُسن الثلاثة.
في الكتاب الثامن من الأوديسة، يصف المغني الكفيف ديمودوكوس أفروديت بأنها زوجة هيفايستوس ويخبرنا كيف ارتكبت الزنا مع آريس خلال حرب طروادة. رأى إله الشمس هيليوس أفروديت وآريس يمارسان الجنس في سرير هيفايستوس وحذر هيفايستوس، الذي صنع شبكة من الذهب. في المرة التالية التي مارس فيها آريس وأفروديت الجنس معًا، حاصرت الشبكة كلاهما. أحضر هيفايستوس جميع الآلهة إلى حجرة النوم ليضحك على الزناة المأسورين، لكن أبولو وهيرميس وبوسيدون تعاطفوا مع آريس، وحث بوسيدون هيفايستوس على إطلاق سراح آريس. عادت أفروديت بعد ذلها إلى قبرص، حيث أُحضرت من قبل إلهات الحُسن. ربما نشأت هذه الرواية كقصة شعبية يونانية، مستقلة أصلاً عن الأوديسة.

### المُرافقون
كان دائمًا ما يصاحب أفروديت إيروس، إله الشهوة والرغبة الجنسية. في كتابه ثيوغونيا، يصف هسيود إيروس كواحد من أربع قوى بدائية ولدت في بداية الزمن، ولكن بعد ولادة أفروديت من رغوة البحر، انضم إليه هيميروس وأصبحوا معًا رفقاء أفروديت الدائمين. في الفن اليوناني المبكر، يظهر كل من إيروس وهيميروس كشابين وسيمين مثاليين بأجنحة. اعتبر الشعراء الغنائيون اليونانيون أن قوة إيروس وهيميروس خطيرة وقهرية ويستحيل على أي شخص مقاومتها. في العصر الحديث، غالبًا ما يُنظر إلى إيروس على أنه ابن أفروديت، لكن هذا في الواقع ابتكار متأخر نسبيًا. تشير تعليقة على قصيدة آيدلس لثيوقريطس إلى أن شاعرة القرن السادس قبل الميلاد صافو وصفت إيروس بأنه ابن أفروديت وأورانوس، لكن أول إشارة باقية إلى إيروس باعتباره ابن أفروديت تأتي من قصيدة آرغونوتيكا لأبولونيوس الرودسي، والتي كتبت في القرن الثالث قبل الميلاد، والتي تجعله ابن أفروديت وآريس. في وقت لاحق، استغل الرومان، الذين رأوا فينوس كإلهة أم، فكرة إيروس على أنه ابن أفروديت ونشروها، مما جعلها الصورة السائدة في الأعمال المتعلقة بالميثولوجيا حتى يومنا هذا.

### أنتشايسيس

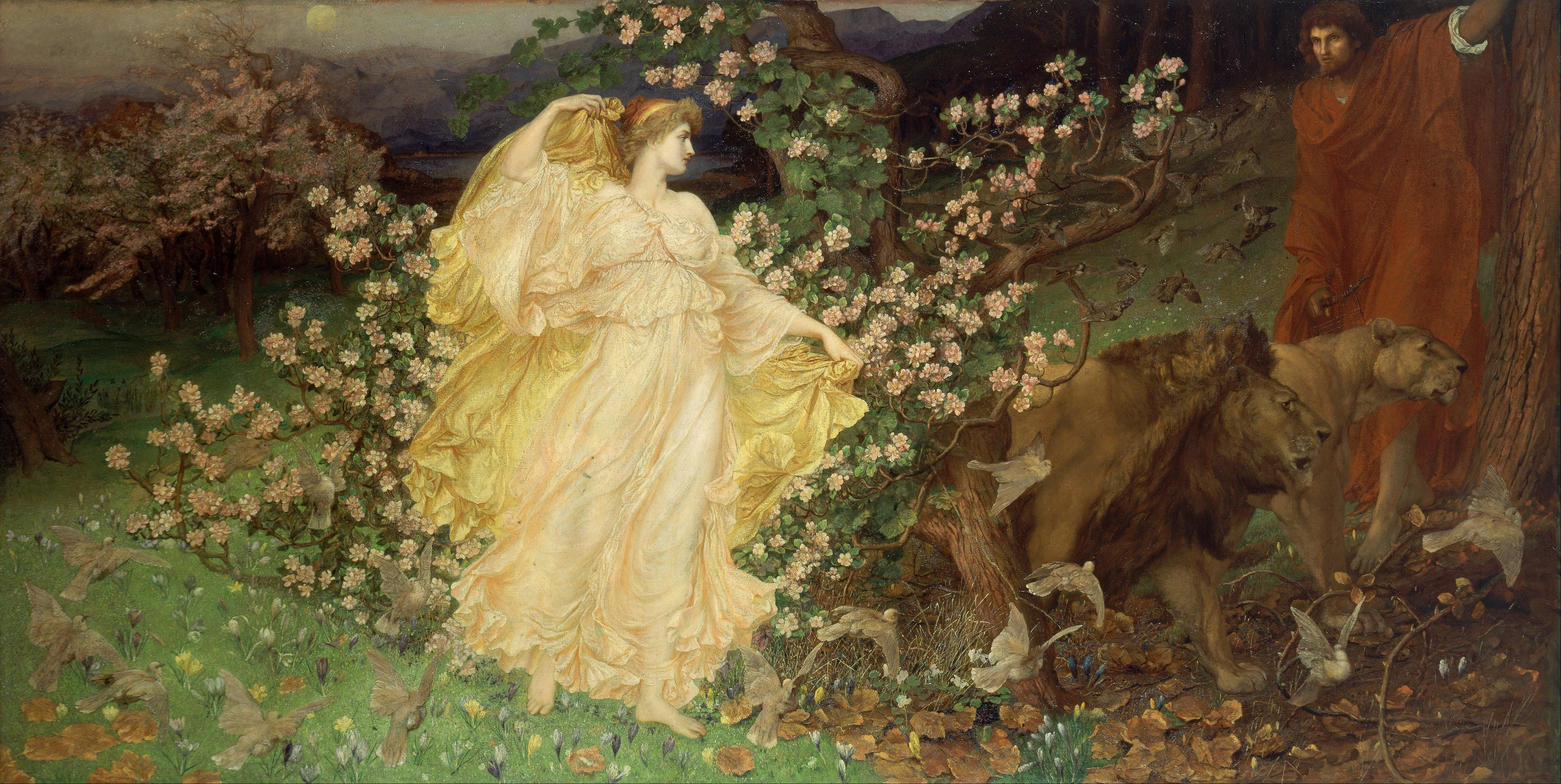
فينوس وأنتشايسيس (1889 أو 1890) بواسطة وليام بليك ريتشموند

تصف أول ترنيمة هوميروس لأفروديت (ترنيمة 5)، والتي ربما تم تأليفها في وقت ما في منتصف القرن السابع قبل الميلاد، كيف انزعج زيوس ذات مرة من أفروديت لأنها تسببت في وقوع الآلهة في حب البشر، لذلك تسبب لها في الوقوع في الحب. مع أنتشايسيس، راعي بشري وسيم عاش في التلال أسفل جبل أيدا بالقرب من مدينة طروادة. ظهرت أفروديت لأنتشايسيس في شكل عذراء طويلة وجميلة مميتة بينما هو وحيد في منزله. يرى أنتشايسيس أنها ترتدي ملابس براقة ومجوهرات متلألئة، وثدييها يتألقان بإشراق إلهي. سألها إذا ما كانت هي أفروديت ووعدها ببناء مذبح على قمة الجبل إذا كانت ستباركه هو وعائلته.

### أدونيس
من المحتمل أن أسطورة أفروديت وأدونيس مشتقة من الأسطورة السومرية القديمة لإنانا ودوموزيد. تأتي أقدم إشارة يونانية معروفة إلى أدونيس من جزء من قصيدة للشاعرة اللسبوسية صافو (حوالي 630 - 570 قبل الميلاد)، حيث تسأل جوقة من الفتيات الصغيرات أفروديت عما يمكن أن يفعلنه حدادًا على وفاة أدونيس. أجابت أفروديت أنه يجب عليهنَّ ضرب صدورهنَّ وتمزيق ملابسهنَّ. المراجع اللاحقة توضح القصة بمزيد من التفاصيل. وفقًا لرواية القصة التي تم العثور عليها في قصيدة التحولات للشاعر الروماني أوفيد (43 قبل الميلاد - 17/18 م)، كان أدونيس ابن ميرَّا، التي لعنتها أفروديت بشهوة لا تُشبع لأبيها الملك سينيراس ملك قبرص، بعد أن تفاخرت والدة ميرا بأن ابنتها أجمل من الإلهة. بعد خروجها من المنزل بعد أن أصبحت حاملاً، تحولت ميرا إلى شجرة مر، لكنها ما زالت تلد أدونيس.

### المُحاباة الإلهية
في أعمال وأيام هسيود، أمر زيوس أفروديت بجعل باندورا، المرأة الأولى، جميلة جسديًا وجذابة جنسيًا، لكي «يُحب الرجال الأشرار احتضانها». فقامت أفروديت «بدلق النعمة» على رأس باندورا وزودتها «برغبة مؤلمة وألم يضعف الركبة»، مما يجعلها الوعاء المثالي للشر لدخول العالم. وقام مرافقو أفروديت، بيثو، وشاريتيه، وهوراى بتزيين باندورا بالذهب والمجوهرات.

### أساطير النقمة
أجزلت أفروديت العطاء بسخاء لأولئك الذين كرموها، لكنها عاقبت أيضًا أولئك الذين لا يُجلونها، وفي كثير من الأحيان بوحشية مرعبة. وصفت أسطورة في آرغونوتيكا وتم تلخيصها لاحقًا في مكتبة أبولودورس الزائف كيف، عندما رفضت النساء في جزيرة ليمنوس التضحية لأفروديت، لعنتهن الإلهة بأن تفوح منهم رائحة كريهة حتى لا يمارس أزواجهن الجنس معهنَّ. وبسبب ذلك، بدأ أزواجهن في ممارسة الجنس مع فتياتهن من العبيد التراقيين. ومن أجل ذلك، وفي حالة من الغضب، قتلت نساء ليمنوس جميع السكان الذكور في الجزيرة، وكذلك جميع العبيد التراقيين. وعندما وصل جاسون وطاقمه من بحاري الأرجو إلى ليمنوس، تزاوجوا مع النساء المتعطشة للجنس بموافقة أفروديت وأعادوا إعمار الجزيرة. ومنذ ذلك الحين، لم تحترم نساء ليمنوس أفروديت مرة أخرى.

## ثقافة ما بعد الكلاسيكية

### العصور الوسطى
كثيرًا ما كيّف المسيحيون الأوائل الأيقونات الوثنية لتناسب الغايات المسيحية. ففي العصور الوسطى المبكرة، حوَّر المسيحيون عناصر أيقونات أفروديت/ فينوس الرمزية وطبّقوها على حواء والبغايا، بالإضافة إلى القديسات وحتى على مريم العذراء. أعاد مسيحيو المشرق تفسير قصة ولادة أفروديت على أنها كناية عن المعمودية؛ تظهر على إحدى الشواهد القبطية التي يعود تاريخها إلى القرن السادس الميلادي امرأة في وضعية الصلاة وهي ترتدي محارة أفروديت حلزونية الشكل في إشارة إلى أنها عُمدت حديثًا. خلال العصور الوسطى، ظلت القرى والمجتمعات في جميع أنحاء أوروبا تحتفظ بالحكايات والتقاليد الشعبية المرتبطة بأفروديت/ فينوس، وروى المسافرون في ترحالهم مجموعات متنوعة من هذه القصص. نجت العديد من اللوحات الفسيفسائية الرومانية التي تصور فينوس ونقلت إلى بريطانيا، ليُحفظ من خلالها ذكرى الماضي الوثني. وفي شمال أفريقيا أواخر القرن الخامس الميلادي، صادف فولغانتس، أسقف روسبي، لوحات فسيفسائية تمثل أفروديت، وأعاد تأويلها كرمز لخطيئة الشهوة، بحجة أنها ظهرت عارية في هذه اللوحات لأن «خطيئة الشهوة لا تُستر أبدًا»، وبأنها غالبًا ما تُصور وهي «تسبح» لأن «جميع المساعي التي توحيها الشهوات سيكون مصيرها كحطام السفن». وجادل أيضًا في سبب ارتباط اسم أفروديت بالحمائم والأصداف لأنهم رموز للجماع، وبرر سبب ارتباطها بالورود بأن «الوردة تمنح المتعة، ولكن الانتقال السريع للفصول يجرفها بعيدًا، وبالمثل فإن الشهوة ممتعة للحظة، ولكنها تنجرف إلى الأبد».
في حين اتخذ فولغانتس من أفروديت رمزًا للشهوة، اعتبرها إيزيدور الإشبيلي (نحو 560-636) رمزًا للجنس الزوجيّ بهدف الإنجاب، وقال إن العبرة من قصة ولادة أفروديت هي أن الجنس يمكن أن يكون مقدّسًا فقط في وجود المَني، والدم، والحرارة، وهي الأشياء التي اعتبر وجودها ضرورة للإنجاب. في نفس الوقت، شوّه إيزيدور صورة ابن أفروديت/فينوس المسمى إيروس/كيوبيد واعتبره «شيطان الزنا». اشتهرت أفروديت/فينوس عند علماء أوروبا الغربية لظهورها في إنيادة فرجيل وفي كتاب التحولات لأوفيد. ذُكرت فينوس في القصيدة اللاتينية ليلة القديسة فينوس المؤلفة في القرن الثالث أو الرابع الميلادي، بالإضافة إلى كتاب جيوفاني بوكاتشيو أنساب آلهة الوثنية.
منذ أواخر العصور الوسطى، أصبحت أسطورة فينوسبرغ (بالألمانية؛ بالفرنسية: مونت دو فينوس، «جبل فينوس») - مملكة تحت الأرض تحكمها فينوس، مخبأة تحت أوروبا المسيحية - موضوعًا أساسيًا في التراث الشعبي الأوروبي قُدم في العديد من الأساطير والملاحم. وفي التراث الشعبي الألماني في القرن السادس عشر، أصبح هذا السرد مرتبطًا بأغاني تانهاوسر العاطفية، وبهذا الشكل استُخدمت الأسطورة في الأدب والأوبرا في وقت لاحق.

### الفن
أفروديت هي الشخصية الرئيسية في لوحة بريمافيرا للفنان ساندرو بوتيتشيلي، التي وصفت بأنها «واحدة من أكثر اللوحات المكتوب عنها، والمثيرة للجدل في العالم»، وبأنها «واحدة من أكثر اللوحات شعبية في الفن الغربي». كانت قصة ولادة أفروديت من الزبد موضوعًا محببًا لدى رسامي عصر النهضة الإيطالية، الذين حاولوا إعادة تصور تحفة أبيليس الكوسي المفقودة أفروديت أناديومين بناء على الوصف الأدبي للوحة الذي حفظه شيشرون وبليني الأكبر. استوحى الفنانون إلهامهم أيضًا من وصف أوفيد لولادة فينوس في كتاب التحولات، واستلهم ساندرو بوتيتشيلي جزءًا من لوحته المعروفة باسم ولادة فينوس (نحو 1485) من وصف بوليزيانو لنقش محفور يتناول هذا الموضوع. ثمة عدة مقاربات إيطالية لاحقة لنفس المشهد منها لوحة الفنان تيتان فينوس أناديومين (نحو 1525)، ولوحة رافائيل الموجودة في ستوفيتا ديل كاردينال بيبيينا (1516). حدّد كاتب سيرة تيتان الذاتية جيورجيو فاساري جميع لوحات تيتان التي تضم نساءً عاريات على أنها لوحات «لفينوس»، بما في ذلك لوحة إغرائية تعود إلى نحو عام 1534 وأطلق عليها اسم فينوس أوربينو، على الرغم من أن اللوحة لا تحتوي على أي من الرموز الأيقونية التقليدية الخاصة بأفروديت/فينوس، وتظهر المرأة في اللوحة في سياق معاصر وليس كلاسيكي.
كان آخر عمل من أعمال الفنان جاك لوي ديفيد لوحة فينوس تنتزع سلاح مارس عام 1824 والتي اعتبرها النقاد رائعته الخالدة، إذ جمعت ما بين عناصر الفن الكلاسيكي، وعصر النهضة، والفن الفرنسي التقليدي، بالإضافة إلى استخدام الأساليب الفنية المعاصرة. وصف ديفيد هذه اللوحة، وهو في طور العمل عليها بقوله: «إنها اللوحة الأخيرة التي أريد رسمها، ولكني أريد أن أتفوق على نفسي فيها، سأضع تاريخ سنواتي الخمس والسبعين في هذه اللوحة، وبعدها لن أمسك ريشتي مرة أخرى». عُرضت هذه اللوحة في بروكسل أولًا، ومن ثم في باريس حيث حضر أكثر من عشرة آلاف شخص لرؤيتها. كانت لوحة الفنان جان أوغست دومينيك إنغريس بعنوان فينوس أناديومين إحدى أهم أعماله، إذ وصفها الناقد لويس جيوفري بأنها: «حلم الشباب الذي تحقق بقوة النضوج، هي السعادة التي يحصل عليها القليلون، من الفنانين أو غيرهم». أعلن الناقد الفني ثيوفيل غوتييه: «لم يتبق شيء من لوحات اليونانيين الإعجازية، ولكن بالتأكيد إن كان هناك شيء من الممكن أن يعطي فكرة عن الفن العتيق كما نتصوره من خلال تماثيل فيدياس وقصائد هوميروس، فهي لوحة إم. إنغريس. لقد وجدنا لوحة أبيليس المفقودة فينوس أناديومين». لم تعجب اللوحة بعض النقاد الآخرين ووصفوها بأنها كيتش عاطفية تخلو من الخيال، ولكن إنغريس نفسه اعتبرها من بين أعظم أعماله، واستخدم نفس الفتاة لتكون النموذج في لوحة المنبع، أحد أعماله اللاحقة التي رسمها عام 1856.
كانت لوحات فينوس من الموضوعات المفضلة لدى الفنانين الأكاديميين في فرنسا أواخر القرن التاسع عشر. في 1863، نال ألكسندر كابانيل إشادة واسعة النطاق من النقاد في معرض صالون باريس على لوحة ولادة فينوس، واشتراها الإمبراطور الفرنسي نابليون الثالث على الفور وضمها إلى مجموعته الفنية الشخصية. رسم إدوارد مانيه لوحة أولمبيا عام 1865 في محاكاة ساخرة للوحات فينوس العارية للرسامين الأكاديميين في تلك الفترة، لاسيما لوحة كابانيل ولادة فينوس. وفي 1867، عرض الفنان الأكاديمي الإنكليزي فريدريك لايتون لوحته فينوس تتعرى لتأخذ حمامًا في مقر الأكاديمية. أثنى الناقد الفني جي. بي. أتكينسون على اللوحة بقوله: «بدلًا من أن يتبنى السيد لايتون المفاهيم الرومانية الفاسدة فيما يخص فينوس مثل ما فعل روبينز في أعماله الفنية، عاد بحكمة إلى الفكرة اليونانية عن أفروديت، فهي آلهة تُعبَد، وقد رسمها الفنانون على أنها عين الكمال في الحُسن والجمال الأنثوي». في العام التالي، رسم الفنان الإنكليزي دانتي غابرييل روسيتي، أحد الأعضاء المؤسسين لرابطة ما قبل الرفائيلية، لوحة فينوس فيرتيكورديا (باللاتينية: أفروديت، مغيرة القلوب) وتظهر فيها أفروديت امرأةً عارية حمراء الشعر في حديقة مليئة بالورود. بالرغم من أن مقاربته لموضوع أفروديت لاقت الكثير من الاستهجان، إلا أن روسيتي رفض تعديل اللوحة، وسرعان ما اشتراها جي. ميتشل من برادفورد. وفي 1879، عرض ويليام أدولف بوغيرو في صالون باريس لوحته الخاصة ولادة فينوس، التي حاكى فيها التقليد الكلاسيكي لوضعية الموازن، وقد قوبلت هذه اللوحة بإشادة واسعة من النقاد، تنافس الإشادة التي حظيت بها لوحة كابانيل قبل ما يقرب عقدين من الزمن.

## في الأدب
ظهرت أفروديت في العديد من الأعمال الأدبية، ومنها:
- لا فينيس ديل (قصة قصيرة)-1837م للكاتب الفرنسي ميريميه ظهرت بٱسم فينوس.[86]
- فينوس وأودينيس-1593م أول قصيدة لشكسبير وظهرت أيضا بٱسم فينوس.[87][88]